# Goffredo Mencagli
Goffredo Mencagli, italijanski general, * 24. oktober 1943, Città di Castello, Italija.
Mencahli je bil med letoma 2006 in 2007 namestnik poveljujočega generala Korpusa karabinjerjev.

## Izobrazba
Mencagli je končal: Vojaško šolo Nunziatela, Vojaško akademijo v Modeni, Aplikacijsko šolo pehote in konjenice v Torinu, Častniško karabinjersko šolo v Rimu, diplomiral je iz prava na La Sapienzi, končal študij politologije na LUISS v Rimu, končal študij strategije na Univerzi v Torinu in končal študij mednarodnih in diplomatskih študij na Univerzi v Trstu.